# Chaetabraeus reticulatus
Chaetabraeus reticulatus är en skalbaggsart som först beskrevs av Thérond 1959.  Chaetabraeus reticulatus ingår i släktet Chaetabraeus och familjen stumpbaggar. Inga underarter finns listade i Catalogue of Life.